# Noordwijkse Golfclub

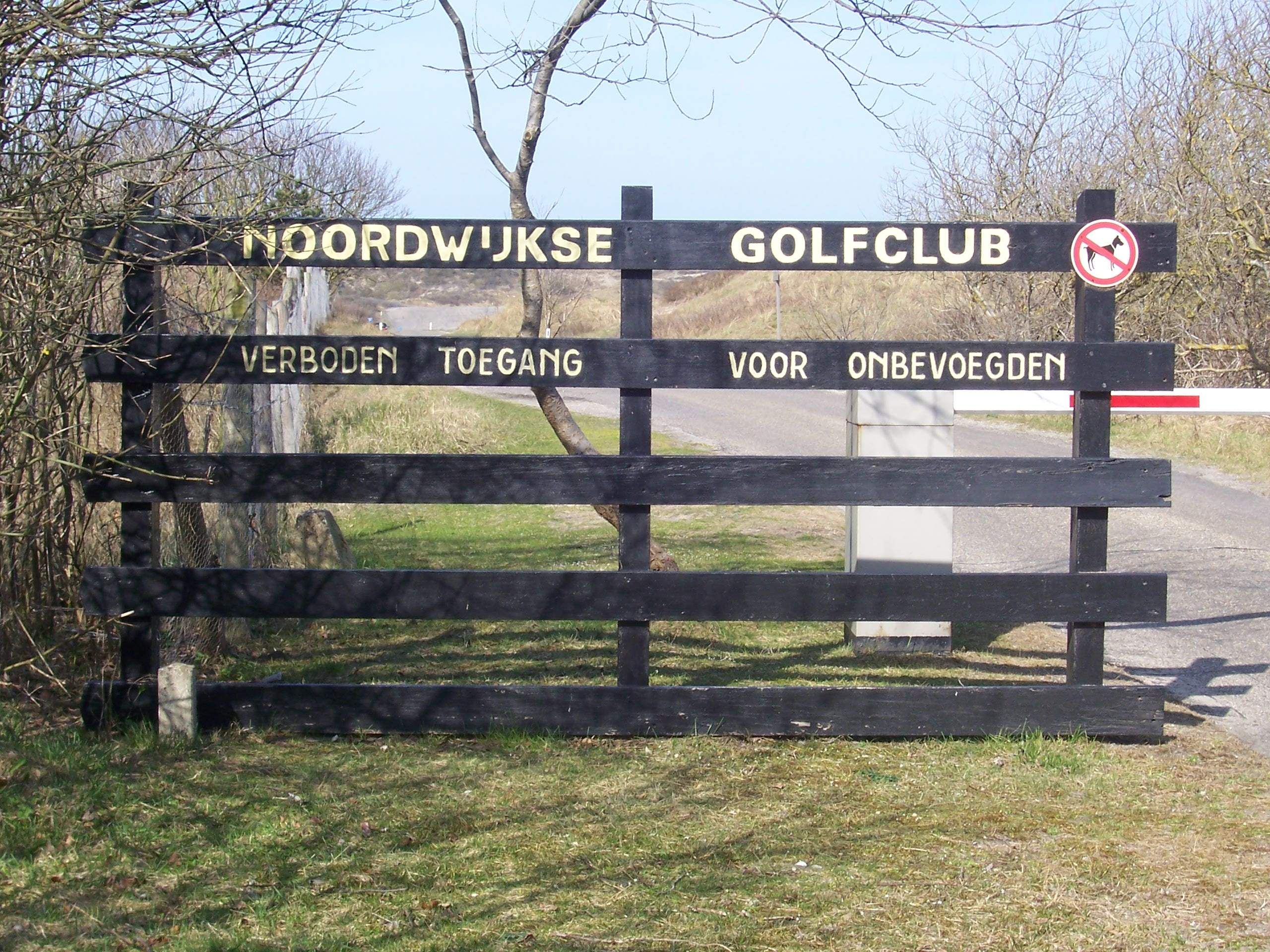
Ingang en hek Noordwijkse golfclub

De Noordwijkse Golfclub is een Nederlandse golfclub in de duinen bij Noordwijk, in de provincie Zuid-Holland. De club werd opgericht in 1915, en behoort tot de Oude Negen Clubs. De opening was op 11 en 12 september 1915.
De akte van de erfpacht dateert van 13 november 1916. Met terugwerkende kracht ging de erfpacht terug naar 1 januari 1915 met een tijd van 40 jaar vanaf die datum. Door een economische crisis ging de Noordwijkse Golfclub bijna failliet aan het begin van de jaren 1930. Ook bleven er veel toeristen weg in de jaren 1930, waardoor de club het moeilijk had.
Op 15 november 1940 legden de Duitsers beslag op de toenmalige golfbaan, het clubhuis en opstallen. Ondanks de beslaglegging bleven mensen op de golfbaan spelen en zij huurden villa Trio, als tijdelijk nieuw clubhuis. In 1943 werd de golfbaan geheel gesloten door de Duitsers.
Na de oorlog spelen onder andere de professionals Bertram Dunn en Gerard de Wit op de Noordwijkse Golfclub.

## Geschiedenis
Het terrein van de eerste Noordwijkse golf lag 500 m ten noorden van de vuurtoren van Noordwijk aan Zee. De eerste negen holes werden aangelegd door de heer A.A. Neeb. Deze negen holes werden de 'back nine' toen er in 1928 negen nieuwe holes bij kwamen, ontworpen door H.S. Colt. 
Na de Tweede Wereldoorlog waren alleen nog de oude negen bespeelbaar. Besloten werd dat er een nieuwe baan aangelegd zou worden, nu 5 km ten noorden van de vuurtoren. Het ontwerp van de nieuwe baan kwam van Ken Cotton in 1960. Pas in 1969 werd de nieuwe baan aangelegd door de Fa H. Copijn & Zn. Frank Pennink van Cotton, Pennink, Lawrie & Co had het project onder zijn hoede. In 1972 was de baan helemaal gereed, wederom met negen in plaats van achttien holes.

## Toernooien
Het Dutch Open werd hier negen keer gespeeld.
Winnaars:
- 1978:  Bob Byman
- 1979:  Graham Marsh
- 1985:  Graham Marsh
- 1986:  Severiano Ballesteros
- 1991:  Payne Stewart
- 1992:  Bernhard Langer
- 1993:  Colin Montgomerie
- 2000:  Stephen Leaney
- 2001:  Bernhard Langer, na play-off tegen Warren Bennett

Het Nationaal Open is hier drie keer gespeeld.
Winnaars:
- 2004: professional Niels Kraaij
- 2006: amateur Wil Besseling
- 2009: amateur Jurrian van der Vaart

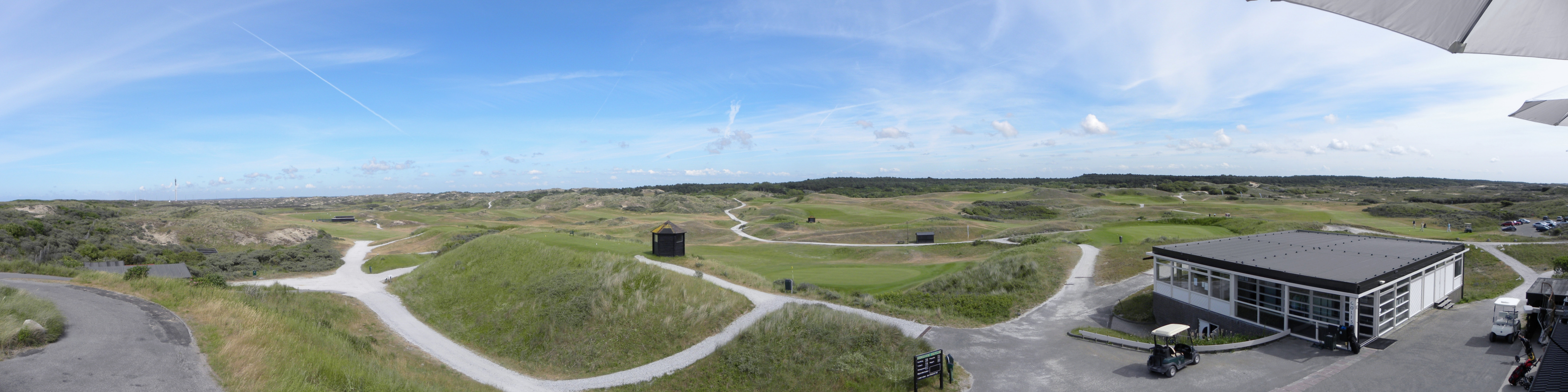
Uitzicht vanaf het clubhuis in juli 2010.